# Eric Kwekeu
Eric Kwekeu (ur. 11 marca 1980 w Jaunde), kameruński piłkarz, występuje na pozycji bramkarza.

## Kariera klubowa
Swoją karierę Eric Kwekeu rozpoczął w Cintra Jaunde. W latach 2003–2005 występował w Bamboutos FC. W latach 2006–2008 był zawodnikiem Unionu Duala. W latach 2008–2010 występował w Gabonie w klubie AS Mangasport. Następnie w latach 2011-2014 grał w Sapins FC, a w 2015 trafił do APJ Libreville. Karierę kończył w 2016 roku w CF Mounana.

## Kariera reprezentacyjna
Eric Kwekeu ma na swoim koncie jeden występ w reprezentacji Kamerunu w 23 czerwca 2003 z USA podczas Pucharu Konfederacji.